# Филоненко, Григорий Павлович
Григорий Павлович Филоненко — советский хозяйственный и политический деятель, Герой Социалистического Труда.

## Биография
Родился в 1928 году в селе Павловка. Член КПСС.
С 1944 года — на хозяйственной, общественной и политической работе.
В 1944—1989 гг. — механизатор совхоза «Червоне руно», комбайнер совхоза «Родина» Белокуракинского района Ворошиловградской области Украинской ССР.
Указом Президиума Верховного Совета СССР от 22 декабря 1977 года за большие успехи, достигнутые во Всесоюзном социалистическом соревновании, и проявленную трудовую доблесть при выполнении планов и социалистических обязательств по увеличению производства и продажи государству зерна и других продуктов земледелия в 1977 году Филоненко Григорию Павловичу присвоено звание Героя Социалистического Труда с вручением ордена Ленина и золотой медали «Серп и Молот».
Делегат XXVI съезда КПСС.
Живёт в селе Просторное Белокуракинского района Луганской Народной Республики.